# Вулька-Петриловська
Вулька-Петриловська (пол. Wólka Petryłowska) — село в Польщі, у гміні Савин Холмського повіту Люблінського воєводства. Населення — 108 осіб (2011).

## Історія
За даними етнографічної експедиції 1869—1870 років під керівництвом Павла Чубинського, у селі здебільшого проживали греко-католики, які розмовляли українською мовою.
У 1975—1998 роках село належало до Холмського воєводства.

## Демографія
Демографічна структура станом на 31 березня 2011 року:
|          | Загалом | Допрацездатний вік | Працездатний вік | Постпрацездатний вік |
| -------- | ------- | ------------------ | ---------------- | -------------------- |
| Чоловіки | 54      | 13                 | 37               | 4                    |
| Жінки    | 54      | 7                  | 34               | 13                   |
| Разом    | 108     | 20                 | 71               | 17                   |